# Dubravski Markovac
Dubravski Markovac je naseljeno mjesto u Republici Hrvatskoj u Zagrebačkoj županiji. 

## Zemljopis
Administrativno je u sastavu općine Dubrava. Naselje se proteže na površini od 6,41 km².

## Stanovništvo
Prema popisu stanovništva iz 2001. godine u Dubravskom Markovcu živi 169 stanovnika i to u 54 kućanstva. Gustoća naseljenosti iznosi 26,37 st./km².
| broj stanovnika | 135   | 144   | 168   | 242   | 275   | 297   | 297   | 324   | 322   | 328   | 280   | 240   | 209   | 191   | 169   | 177   | 129   |
|                 | 1857. | 1869. | 1880. | 1890. | 1900. | 1910. | 1921. | 1931. | 1948. | 1953. | 1961. | 1971. | 1981. | 1991. | 2001. | 2011. | 2021. |